# Bogatyńskie Zakłady Przemysłu Bawełnianego „Doltex”
Bogatyńskie Zakłady Przemysłu Bawełnianego „Doltex” – przedsiębiorstwo, które zajmowało się produkcją wyrobów włókienniczych z siedzibą w Bogatyni, działające do 2002 roku. 
BZPB „Doltex” były niegdyś trzecim co do wielkości producentem ręczników w Polsce i pracowało w nich około 3500 osób. 

## Historia
W 1993 roku zostały nabyte za pół miliona złotych przez Zakłady Przemysłu Bawełnianego „Frotex” z siedzibą w Prudniku, które były do tego zobowiązane przez II Narodowy Fundusz Inwestycyjny. Planem prudnickiego przedsiębiorstwa było zlikwidowanie zakładów w Bogatyni i przejęcie działających tam krosien. Nowy prezes „Frotexu” Bogdan Stanach zamknął fabrykę w 2002 roku i sprzedał jej maszyny. Pozostałości po niej zostały zburzone w 2011 roku.